# Skotský teriér
Skotský teriér je krátkonohý pes se svalnatým a poměrně krátkým hřbetem. Má nápadně široké hýždě a středně dlouhý ocas je vztyčený nebo ohnutý mírně do oblouku. Hruď je široká a dobře klenutá žebra probíhají daleko dozadu. Končetiny jsou rovné a přední tlapky jsou trochu větší než zadní. Lebka je téměř plochá. Skotský teriér má nůžkový skus a oči mandlového tvaru ležící daleko od sebe.

## Popis
Plemeno dosahuje výšky okolo 25,5 cm. Hmotnost teriéra se pohybuje mezi 8,5 a 10,5 kg. Srst je hustá a tvrdá. Jedinci se vyskytují černí, žíhaní, zřídka také v pšeničné barvě.

## Původ
Pochází ze skotské pahorkatiny, kde cíleným výběrem vznikl pes s hustou, a vůči počasí odolnou srstí. Původně byl určen pro práci v podzemí – norování, jeho společenské využití však mělo za následek šlechtění k širokému a vizuálně efektivnímu hrudníku, čímž mu práci v noře znemožnil.

## Povaha
Skotský teriér je klidný, rozvážný pes. Působí však trochu rezervovaně a ke svým lidem je vždy trochu nezávislý. Je inteligentní, sportovně založený a obvykle málo štěká. Vychází dobře se zvířaty i s jinými psy, pokud ho děti respektují, vychází s nimi rovněž dobře. Vše ovšem záleží na tom, jak bylo štěně od počátku svého života vychováváno. Jestli si zakládáte na výstavním psu, tak o jeho srst musíte řádně dbát, domácího psa postačí čtyřikrát za rok nechat otrimovat a ostříhat odborníkem a pravidelně mu pročesávat srst. Skotský teriér má sklon k tloustnutí a proto musíte dbát na jeho vyváženost stravy a poskytovat psu dostatek pohybu.